# Rappehorn
Rappehorn – szczyt w Alpach Lepontyńskich, części Alp Zachodnich. Leży w Szwajcarii w kantonie Valais, blisko granicy z Włochami. Należy do podgrupy Alpy Adula. Można go zdobyć ze schroniska Mittlenberghütte (2395 m) lub Binntalhütte (2269 m).